# Monasterio de San Antonio el Real
El monasterio de San Antonio el Real es un complejo monacal situado en la ciudad española de Segovia, capital de la provincia del mismo nombre, perteneciente a la comunidad autónoma de Castilla y León.
De estilo gótico es uno de los edificios religiosos más relevantes de Segovia. En su interior se guardan numerosas obras de arte. Ha sido convertido en museo en el que destacan un relicario de plata de San Antonio de Padua y varios trípticos flamencos de la escuela de Utrecht.

## Historia
En 1455 Enrique IV mandó construir en la finca "El Campillo" un palacio de recreo. Poco después lo donó a los franciscanos convirtiéndolo en convento. El 12 de abril de 1468, ya con los Reyes Católicos, se cede a las Clarisas franciscanas convirtiéndolo en un convento de clausura que se ha mantenido hasta la actualidad. En una inscripción que existe en el cora de las monjas se puede leer "hizo este monasterio el Rey Don Enrique IV y dotolo la Reina Doña Isabel".

## Descripción

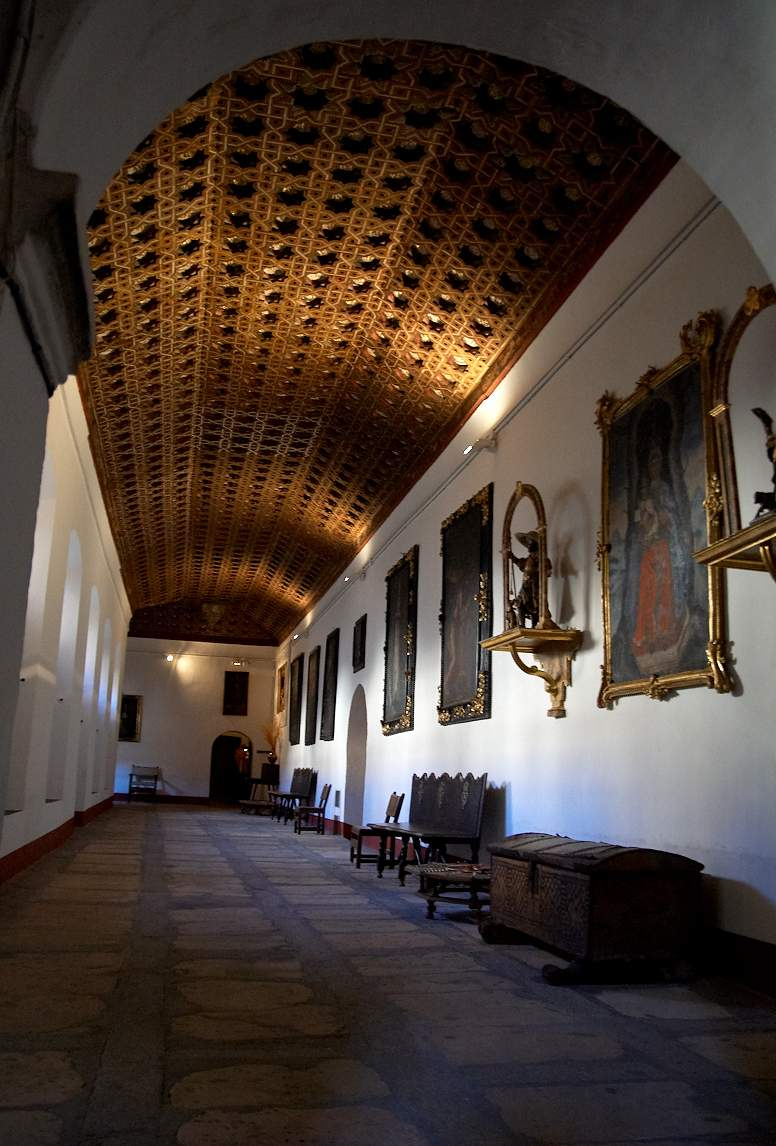
Panda del claustro

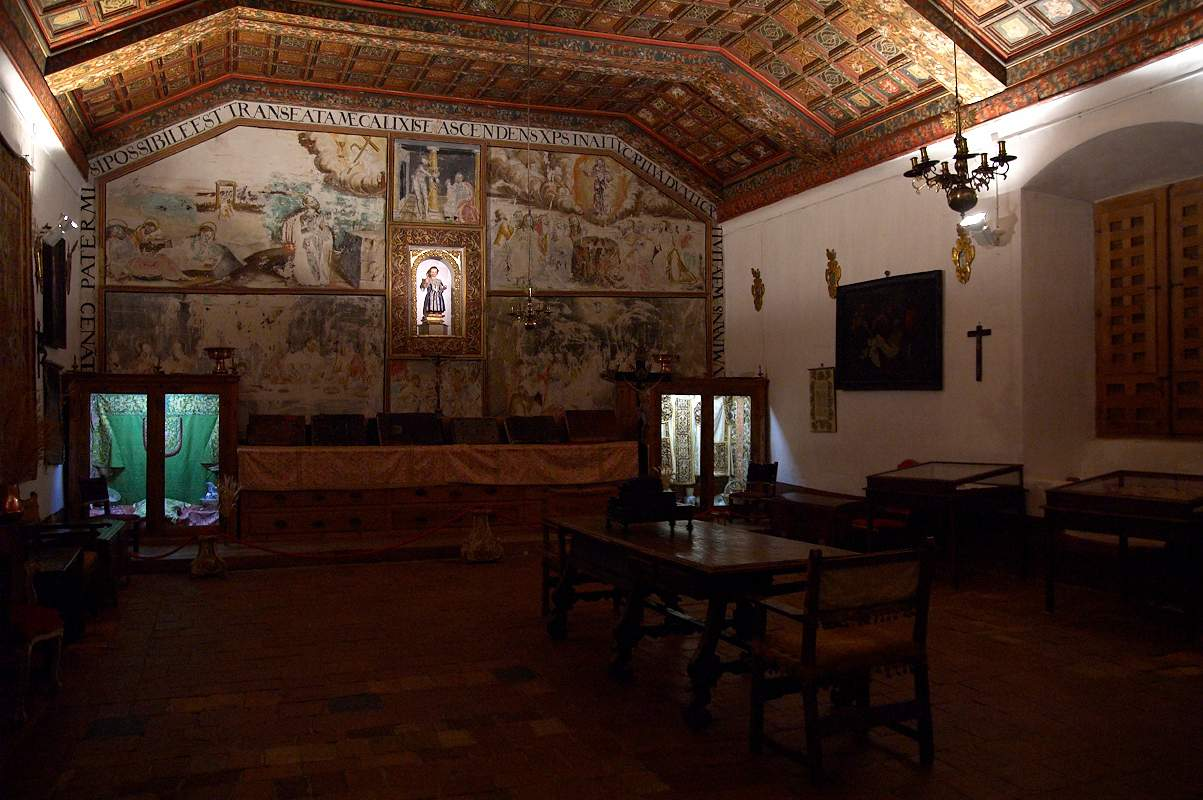
Sacristía

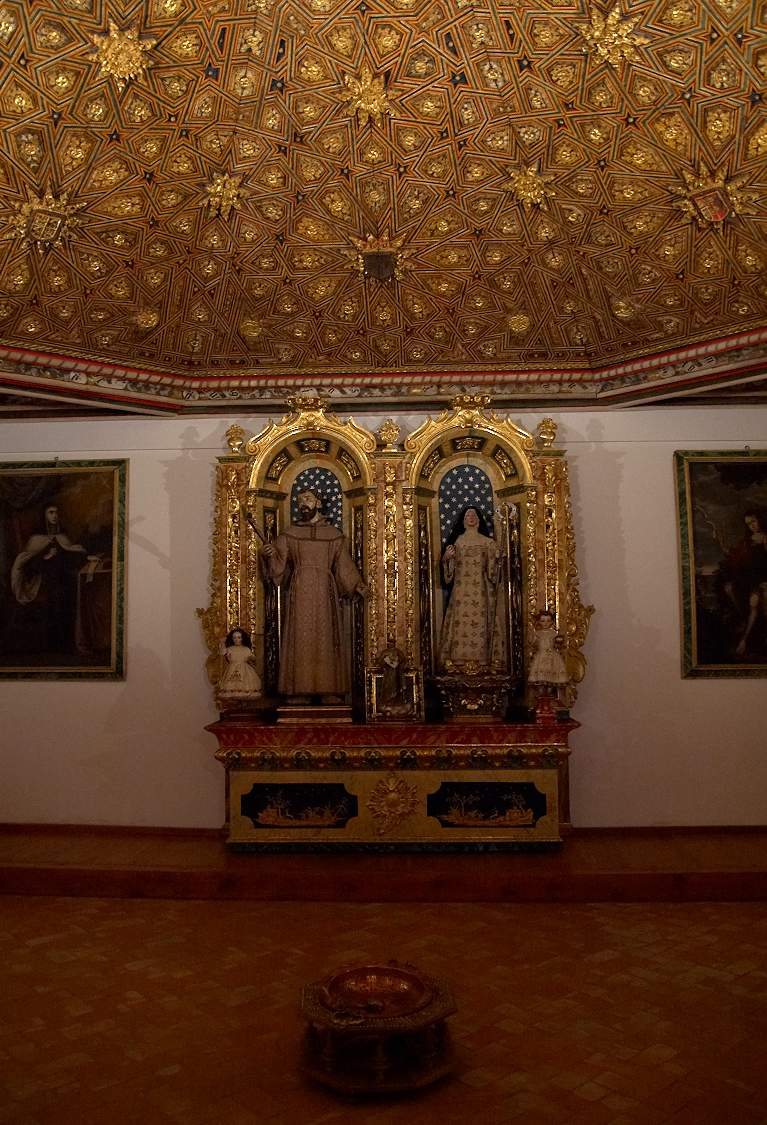
Sala capitular

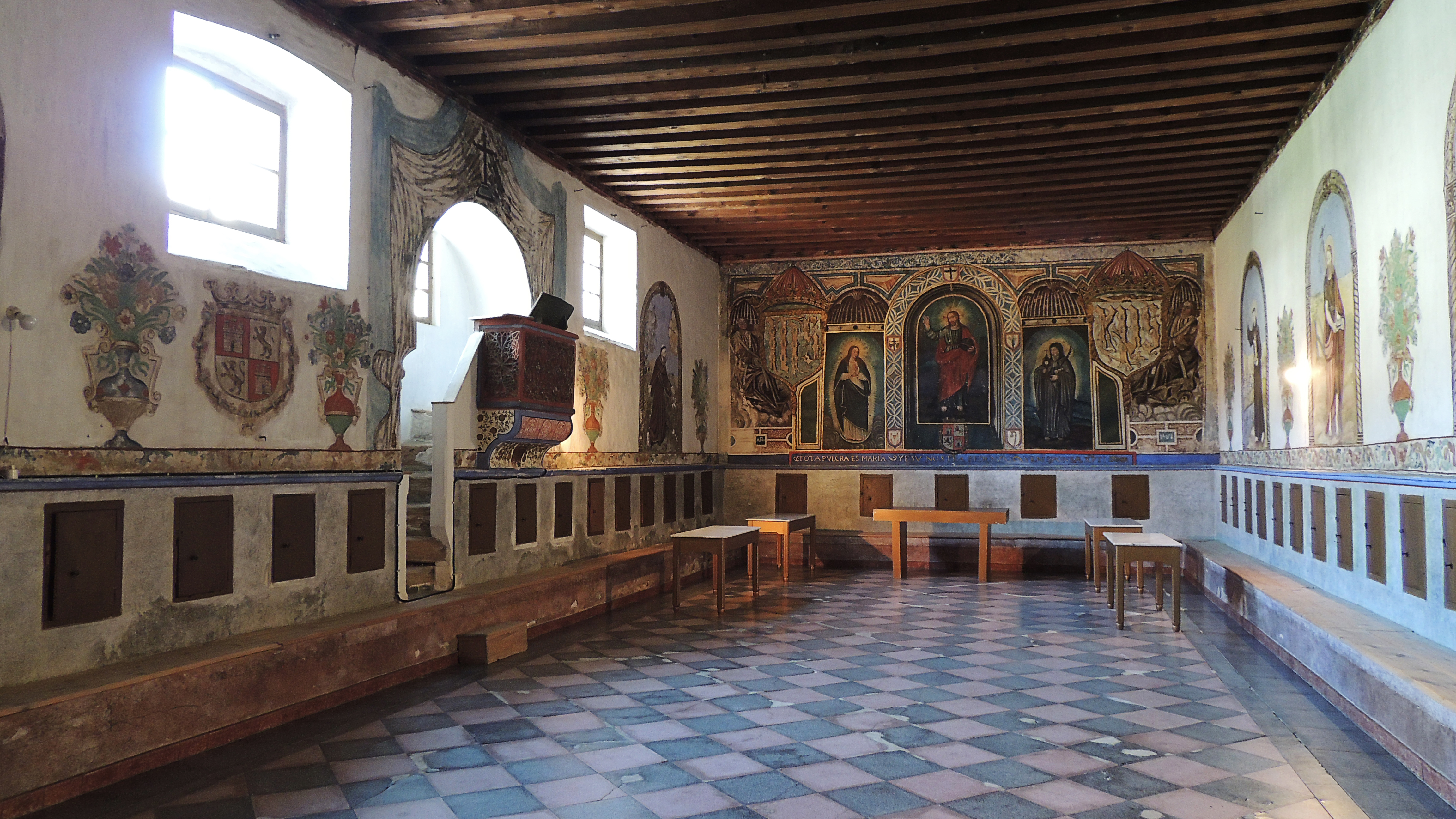
Refectorio

La portada de la iglesia es de estilo gótico isabelino. En ella destacan los escudos del rey Enrique IV, que lo mandó construir. 
Predomina el estilo mudéjar en la capilla mayor. Su bóveda está recubierta por curioso artesonado de estilo mudéjar que se apoya en un friso de yeserías policromadas. La decoración está basada en estrellas y lazos, colgando del centro racimos de piñas mozárabes.
El lado de la Epístola está cubierto por un retablo con un calvario flamenco con esculturas policromadas. Este retablo es del siglo XV.

### La casa de campo
El actual edificio monacal fue en origen casa de recreo del rey. En su fachada hubo un gran arco adovelado y trece huecos en la planta alta. En cada planta había dos estancias, una de forma cuadrada y otra rectangular, esta última estaba presidida de una chimenea.
La salas de la planta baja no tienen decoración, las de la planta alta solo están decoradas las limas mozárabes la sala cuadrada con motivos florares y heráldicos de Castilla, León y Portugal, las de la sala rectangular no.
En la parte posterior de este edificio hay una nave de servicios en la que se estima que en su parte alta hubo una galería. Hay también un pequeño cuarto con artesonado policromado en el que se cree que hubo unas escaleras de acceso.
Con la adaptación a monasterio se crearon dos estancias más en la planta baja, una dedicada a enfermería y otro a portería. Ambos tienen decoración mudéjar. Adosado a la casa se construyó el cuerpo de locutorios.

### El claustro
Se trata de un espacio íntimo y discreto. Agradable por sus proporciones y armonías. Es un claustro rectangular de dos pisos en el que se da una peculiar relación de los huecos de ambas alturas.
Se acabó de construir en el siglo XVII. En la planta baja hay techos mudéjares con decoración de lazo, chillas labradas y doradas. En los rincones hay racimos de mocárabes dorados.
Destacan tres trípticos flamencos de barro de pipa policromados. Hay un sinnúmero de objetos religiosos procedentes de la dote de las profesas.

### La iglesia
Se sitúa en el lado norte del claustro. Un alero de estilo mudéjar cubre toda la portada y la entrad a de la vicaría. Los coros de la clausura obligaron a que se construyera un nuevo acceso. Los techos están muy ornamentados con policromía en donde aparecen símbolos de los Reyes Católicos el conjunto se completa con una portada gótica de la escuela de Guás.
La capilla mayor tiene una interesante cubierta de armadura de limas moamares, ochavada, con decoración de lazo de diez, ataujerado y con chillas decoradas. Muy ricamente decorada a base de policromados y dorados. Aparece la heráldica de Enrique IV con el ramo de granadas.
La nave está cubierta por bóvedas barrocas, construidas en 1730 que sustituyeron a la antigua armadura de madera.
Destaca un retablo flamenco policromado que tiene como tema la pasión en la pared sur.

### Sacristía y sala capitular
Al lado este del claustro se ubican dos sacristías y la sala capitular. La sala capitular se sitúa entre las sacristías. La sacristía más cercana a la capilla mayor está decorada con motivos florales y heráldicos de Castilla, León y Portugal. También figuran las cinco llagas, la Cruz franciscana y el monograma JHS. La entrada desde el claustro se realiza mediante una portada gótica justo debajo del campanario.
La sala capitular tiene un techo de limas moamares, ochavado, ataujerado, con decoración de lazo de doce, policromado y dorado. se completa con heráldica de los reinos de Castilla, León y Portugal y las cinco llagas franciscanas. 
La sacristía mayor, llamada "del trono", tiene un techo cubierto por una armadura resaltada, jaldetas decoradas formando casetones, ricamente policromados con tracerías góticas estarcidas y decoración de cardinas en los arrocabes.

### Panteón y refectorio
La sala denominada "el panteón" es una construcción inacabada cubierta por bóvedas en cuyos arranques se ve el escudo de Enrique IV. Recibe este nombre por haber sido nombrado el convento como lugar de enterramiento en el testamento de Isabel la Católica.
El lado oeste del claustro está ocupado por el refectorio. Junto a él se ubican la cocina y la despensa (la cilla). Los muros están decorados con pinturas, en uno de ellos hay un púlpito mudéjar. El techo está decorado con alfarje agramillado, con la heráldica en las tabicas. 
Sobre estas estancias y las sacristías y refectorio se ubican los dormitorios de las monjas. Estos son celdas individuales con techo en bóveda vaída.

### Claustro de la vicaría
Se realizó este claustro para una pequeña comunidad de frailes que permaneció junto a las Clarisas. Solo queda de este claustro el lado este y algunos restos de galerías y corredores. Las arquerías conservan decoración mudéjar y heráldica de los Reyes Católicos.